# Ventes-Saint-Rémy
Ventes-Saint-Rémy – miejscowość i gmina we Francji, w regionie Normandia, w departamencie Sekwana Nadmorska. Nazwa miejscowości pochodzi od imienia św. Remigiusza.
Według danych na rok 1990 gminę zamieszkiwało 207 osób, a gęstość zaludnienia wynosiła 34 osoby/km² (wśród 1421 gmin Górnej Normandii Ventes-Saint-Rémy plasuje się na 695. miejscu pod względem liczby ludności, natomiast pod względem powierzchni na miejscu 605.).